# Mrówkodławik skalny
Mrówkodławik skalny (Formicivora grantsaui) – gatunek małego ptaka z rodziny chronkowatych (Thamnophilidae). Występuje endemicznie we wschodniej Brazylii. Został naukowo opisany w 2007 roku. Zagrożony wyginięciem.
MorfologiaDługość ciała 12–13 cm; masa ciała 8,5–11,5 g. Samiec ma czarną twarz i spód ciała, a czarne upierzenie obwiedzione jest białym pasem rozciągającym się aż po boki brzucha. Wierzch, boki ciała i skrzydła brązowe. Sterówki czarne i szare z białymi końcówkami. Pokrywy wierzchu skrzydeł czarne z paskami skrzydłowymi tworzonymi przez białe plamki. Dziób czarny, nogi ciemnoszare ze śliwkowym odcieniem, podeszwy stóp żółte. Tęczówki ciemnobrązowe. Samica twarz i spód ciała ma białawe z czarnymi prążkami, ma też jaśniejszy wierzch ciała.
Zasięg występowaniaDotychczas spotkano go jedynie na wyżynie Serra do Sincorá, będącej częścią gór Espinhaço w brazylijskim stanie Bahia.
EkologiaGatunek ten zamieszkuje obszary z roślinnością krzewiastą (tzw. campos rupestres) wokół wychodni skalnych, na zboczach dolin strumieni lub wysokich płaskowyżów oraz na odsłoniętych grzbietach na wysokości 850–1100 m n.p.m. Podobnie jak spokrewnione gatunki, prawie na pewno żywi się głównie bezkręgowcami.
StatusMiędzynarodowa Unia Ochrony Przyrody (IUCN) po raz pierwszy sklasyfikowała mrówkodławika skalnego w 2011 roku, uznając go za gatunek bliski zagrożenia (NT – near threatened), w 2016 roku zmieniła jego status na „zagrożony” (EN – endangered). Gatunek znany jest tylko z czterech lokalizacji. Liczebność populacji nie została oszacowana, ale ptak ten opisywany jest jako lokalnie pospolity. Ze względu na brak poważnych i bezpośrednich zagrożeń, które mogłyby wpłynąć na gatunek i jego siedlisko, trend liczebności populacji uznawany jest za stabilny.